# 米扎爾·盧西亞克
米扎爾·盧西亞克（波蘭語：Michał Ruciak；1993年8月22日—）是一位波蘭排球運動員。他現在效力於波蘭排球聯賽球隊ZASKA。他也代表波蘭國家排球隊參賽，代表波蘭參加了2009年歐錦賽並獲得金牌。他也參加了2012年奧運會和2014年世錦賽。